# تشارلز أ. ستوت
تشارلز أ. ستوت هو سياسي أمريكي، ولد في 18 أغسطس 1835 في دراكوت في الولايات المتحدة، وتوفي في 31 أكتوبر 1912. نشط حزبياً في الحزب الجمهوري. وقد انتخب عضو مجلس نواب ماساتشوستس ‏.